# Pascal Cygan
Pascal Cygan (Lens, França, 29 d'abril de 1974) és un exfutbolista professional francès que jugà de defensa central. Físicament fort i de gran conducció física, es caracteritzà per destacar en la marca i en el joc aeri. El francès va tenir una gran poder de concentració que li permeté no perdre la calma en els moments clau d'un partit.

## Trajectòria
Cygan començà la seva carrera en el Wasquehall a la temporada 1994-95, i després fou traspassat al Lille OSC del seu país, en el qual va romandre durant set temporades; en l'última d'elles (2001-2002) fou elegit com el millor jugador de la Lliga francesa de futbol. Aquests rendiment li va permetre fitxar per l'Arsenal FC anglès, on va romandre fins al seu traspàs al Vila-real CF, equip en el qual va poder viure moments històrics del combinat conegut com el Submarí Groc. Després d'acabar el seu contracte amb l'equip de La Plana a finals de la temporada 2008-2009, fitxà pel FC Cartagena, acabat d'ascendir a la Segona divisió.

## Clubs
| Club         | País       | Any         |
| ------------ | ---------- | ----------- |
| Lille OSC    | França     | 1995-2002   |
| Arsenal FC   | Anglaterra | 2002-2006   |
| Vila-real CF | Espanya    | 2006-2009   |
| FC Cartagena | Espanya    | 2009 - 2011 |

## Palmarés
| Títols            | Club       | País       | Any  |
| ----------------- | ---------- | ---------- | ---- |
| FA Cup            | Arsenal FC | Anglaterra | 2003 |
| FA Premier League | Arsenal FC | Anglaterra | 2004 |
| FA Cup            | Arsenal FC | Anglaterra | 2005 |